# Giccs

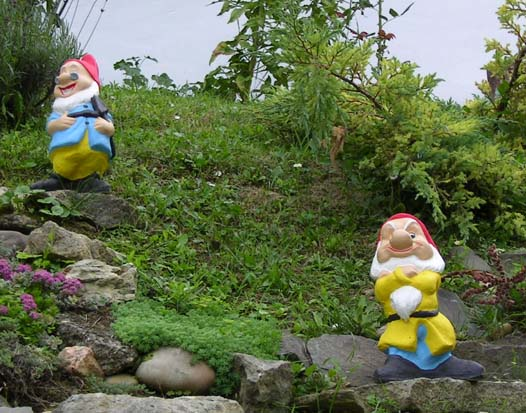
Kerti törpék

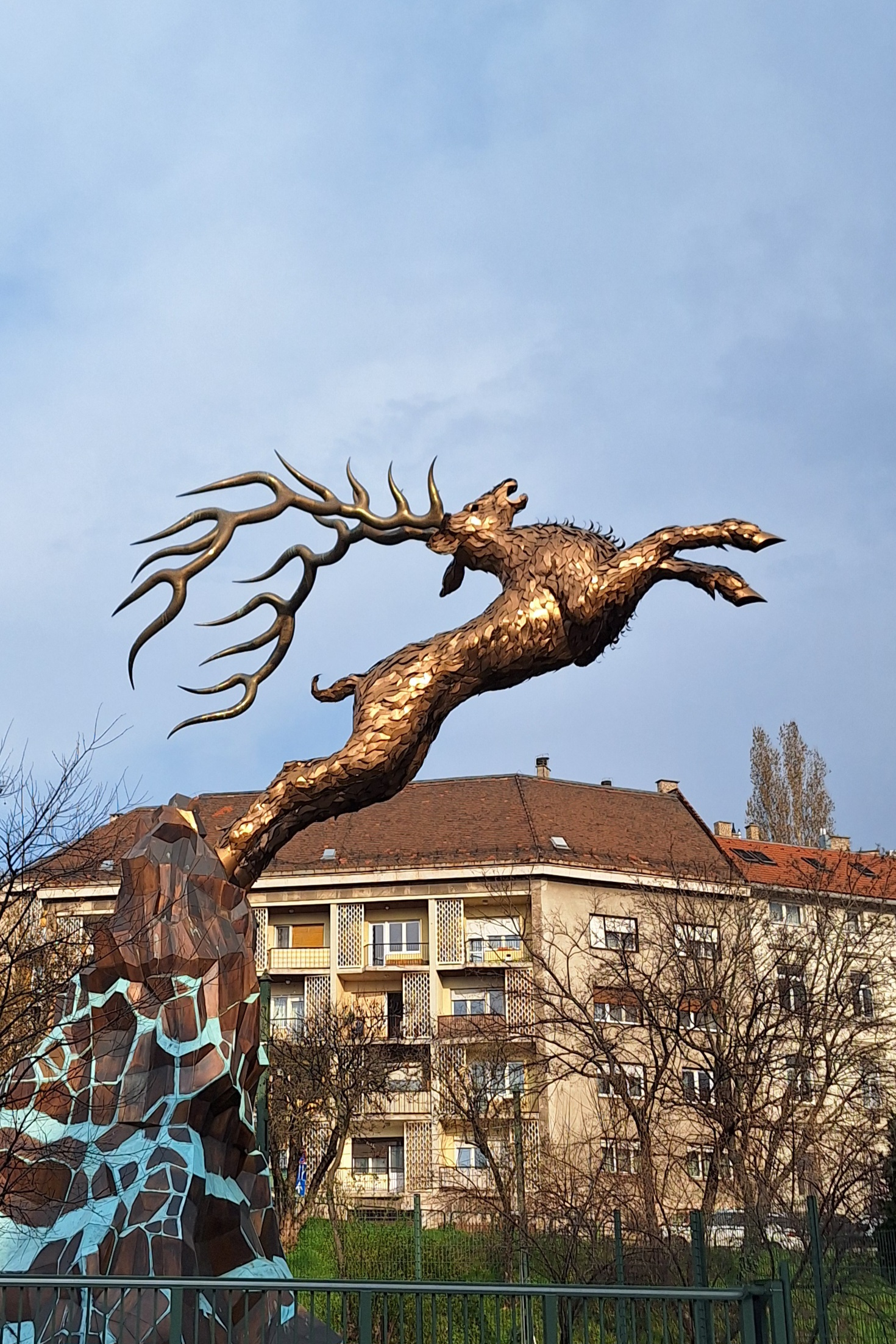
Csodaszarvas, a Magyar Pénzmúzeum és Látogatóközpont jelképe

...a giccs mindig igen érzelmes, sőt mindig a legszentebb érzéseket akarja közvetíteni; csak az a baj, hogy túlságosan könnyen juttat ezekhez az érzésekhez. Olcsón ad olyan dolgokat, amelyeket csak drágán volna szabad megszerezni...

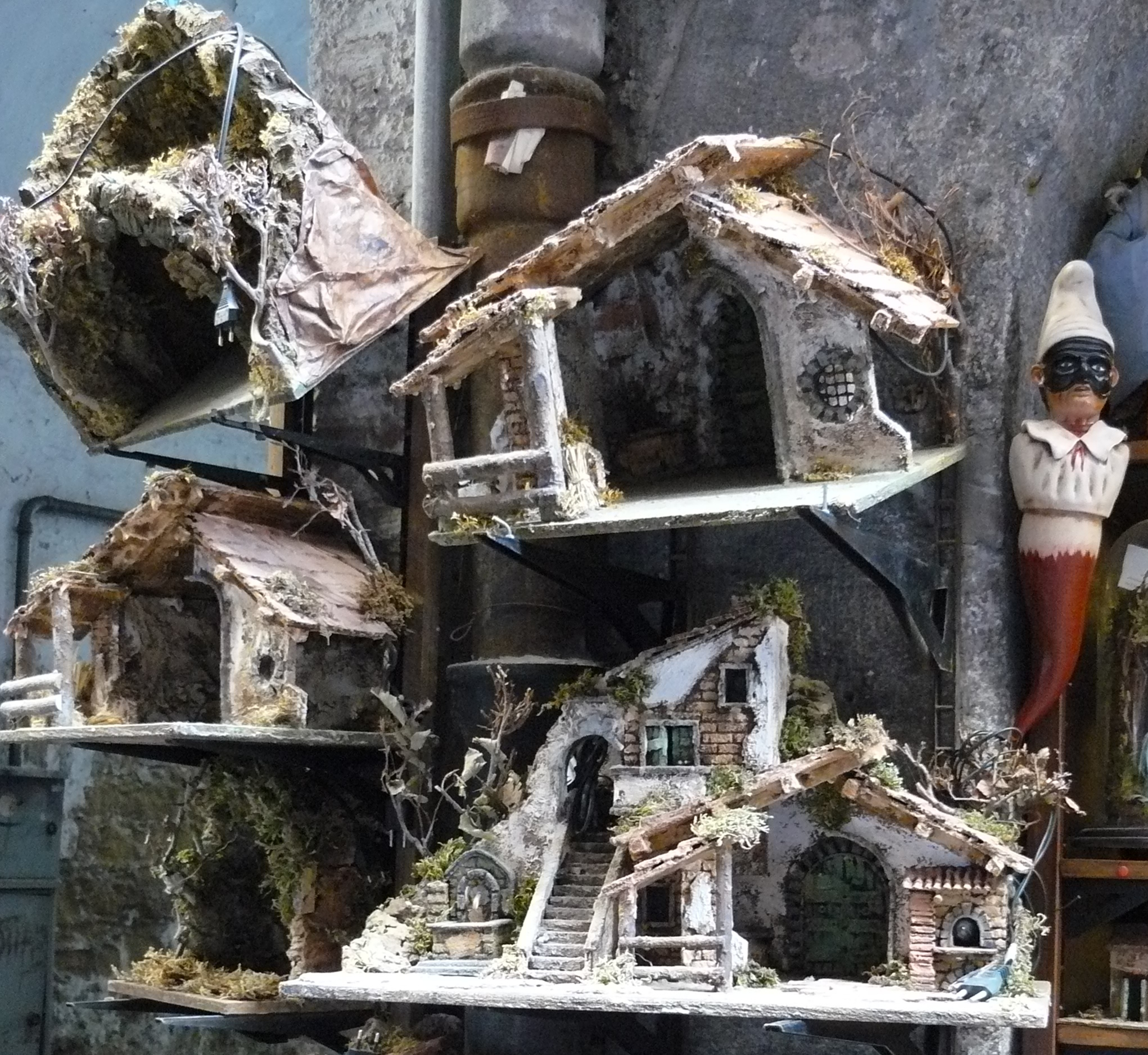
Giccsek vására Nápolyban

A giccs a művészetek eszközeit használó, a művészet látszatát keltő, többnyire kereskedelmi természetű és célú alkotás.
A giccs egyszerű érzelmi, gondolati sablonokat, kliséket közvetítő termék, a konzumkultúra része, a közhelyesség, sztereotípiák halmozása, túlzások, szinesztézia (hatás többféle érzékre), az elvárásoknak való megfelelés eszközeivel hat. Jellemző rá az eredetiség és különösség hiánya. Az élet minden területén előfordulhat, az esztétika foglalkozik vele, de nem művészeti kategória, nem rossz, hibás vagy dilettáns alkotás, nem antiművészet, vagy avantgárd (bár ez utóbbiak nyíltan merítenek belőle). Lételeme a fogyasztás, célja a fogyasztói igények tömeges kielégítése a befogadó érzelmi és gondolati kiszolgáltatottságának kihasználásával.

## Etimológia
A giccs szó eredete jelenleg vitatott. Egy változat szerint eredete a német kitschen szóra vezethető vissza, azaz az utca sarát összekaparni, a talált anyagokból újat összeállítani, míg más magyarázat szerint a Kitsch az angol sketch németesített változata, azaz vázlatos, odavetett, ki nem dolgozott. Ez utóbbi értelmezésnek ellentmond, hogy a giccs sokszor aprólékosan kidolgozott, szinte poentírozott. Az etimológiai levezetések azonban önmagukban nem sokat mondanak a fogalom valódi természetéről. Köznyelvi használatben pejoratív jelentéstartalmat kapott az igénytelen, silány, hatásvadász vagy diszharmonikus megjelenésű tárgyak, épületdíszek és tömegkulturális alkotások kritikai retorikájában.

## Fontosabb jellemzői

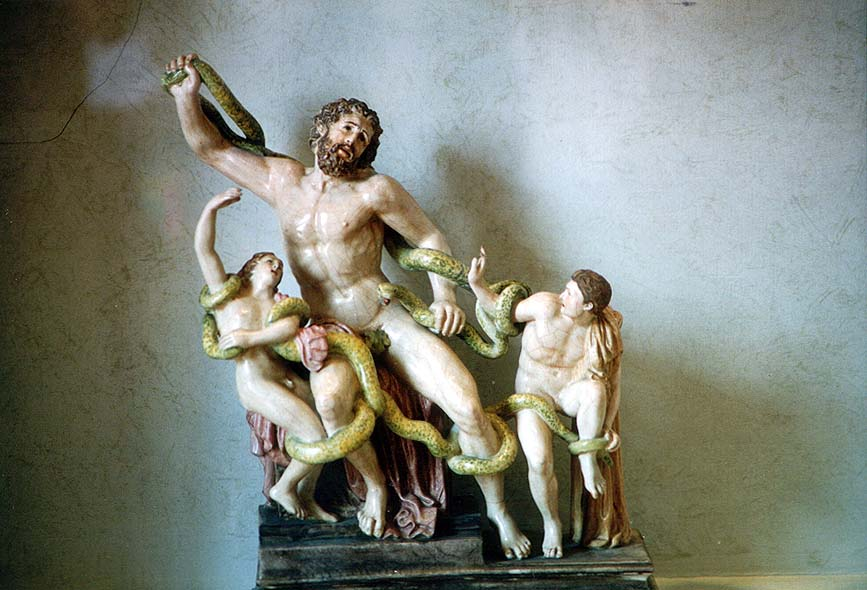
A régi mesterek műveinek gyakori reprodukciója, itt Laokoón-csoport

Adorno a giccs pszichológiai és szociális jellemzőit vizsgálva úgy találta, hogy a fogalomkörhöz köthető a kispolgáriság, konfliktusmentesség, tömegkultúra, sztereotipizálás, visszamaradottság, valóságtól való menekülés, hamis biztonságérzet vagy buta vigasztalás.
Abraham A. Moles szerint a giccs:
- könnyen fogyasztható, nem kíván gondolati erőfeszítést
- könnyen reprodukálható
- ábrázolásmódjára jellemző a sztereotípiák és klisék használata.[4]

Hermann István a giccs fogalomkörébe sorolja azokat az esztétikai igénnyel létrehozott kereskedelmi célú termékeket, amelyekre jellemző a
- hamis helymeghatározás: például egy zeneszámot mint népzenét adnak elő
- hamis időmeghatározás: például egy ép, egészséges világról énekelünk, miközben az nem létezik
- hamis anyagok: kliséket alkalmazunk valódi érzések helyett.:[5]

Gillo Dorfles a következő kritériumok szerint osztályozza a giccset:
Giccses érzetet kelt:
- a régi mesterek műveinek gyakori reprodukciója (például Mona Lisa, Van Gogh: Napraforgók)
- amikor személyeknek, eseményeknek a médium olyan rituális értékeket tulajdonít, amelyekkel azok nem rendelkeznek
- ha az eredeti, klasszikus témák átvitelét tapasztaljuk egyik médiumról a másikra (például könyvből film, klasszikus zenei témák a popzenében, festmények átvitele üvegtárgyakra, klasszikus szobrok másolatai más anyagból)
- ha meghatározott funkcióval rendelkező tárgy formája funkciótlanul megy át egy másikra (például gitár alakú óra)
- az irreálisan megnövelt dimenziók, amelyek még éppen megengedik a tárgy használatát (például hatalmas söröskorsó
- az időhamisítás: műtárgyak készítése a 18. vagy 19. század modorában

H.D. Gelfert jellemző mellékneveket rendel a giccshez. Felsorol takaros, kedélyes, szentimentális, vallásos, költői, szociális, természeti, lakóhelyi, alpári, nagyvilági, erotikus, hátborzongató, magasztos, vagy fennkölt giccset. Létezik továbbá monumentális, hazafias, politikai, ideológiai giccs, vagy akár szégyenlős giccs is.

## Filozófiai – esztétikai megközelítés
A giccsfogalom nem minőségi kérdés, nem „rossz művészet”, mivel nem művészeti kategória. Nem silány művészet, hanem zárt rendszer, amely idegen testként ül a művészet összrendszerében. A giccs egyfajta életérzéshez köthető. A giccs terjedésében lényegesen nagyobb szerepe van a társadalmi körülményeknek, a befogadó közegnek, mint a művészeti alkotások esetében. Amíg a művészet a kulturális fejlődés irányába hat, és ennélfogva úttörő szerepe sokszor csak egy szűk elitréteg ízlésvilágán keresztül nyilvánul meg, addig a giccs mint áru, a kulturálatlanság mindenkor jelenlevő talaján árulja önmagát. A giccs áru akar lenni, devalválódik, ezzel szemben a művészet a kultúra hozadéka és értéket teremt, amelyből a társadalom egésze profitál. (A valódi érték nem devalválódik.)
A művészet is lehet áru, de ha nem lenne az, attól még a műalkotás mű lenne. A giccs, ha nem lenne áru, éppen a lényegét veszítené el.
A giccs érzelmes, és az esztéták többnyire ezt állítják vizsgálódásuk középpontjába.
Balázs Béla szerint „A giccs kivonatolt érzelmesség. Úgy viszonyul az igazi művészethez, mint a kisajtolt limonádé. A giccs romantizált érzelem”
Az érzelmesség azonban önmagában nem határozza meg a giccset, hiszen a klasszikus szentimentalizmus is a felfokozott érzelmességen alapult, mégsem tekintünk a szentimentalizmus korszakára mint giccskorszakra.
Lukács György a giccset a hazugsággal állította párhuzamba: A giccs „a technizált társadalmi és emberi hazugság meghirdetése, amely a dolgozó tömegeket félrevezeti”. „A giccs esetében tehát arról van szó, hogy a valóság visszatükröződését és megformálását (...) egy objektíve hazug »világnézet« alapján közelítik meg...” írja Az esztétikum sajátossága című művében.
Hermann Broch szerint a befogadó nem a kultúrára fogékony, önálló, egyéniséggel bíró szubjektív egyén, hanem a „giccsember”, amely jelentésében a „rossz ízlésű befogadó” megnevezése. Broch igen szigorúan ítél a giccs előállítójáról is, számára ez a tevékenység a radikális Gonosz akarása, az az ember, aki giccset gyárt, nem kontár, tehát nem esztétikai mércével kell őt mérni, hanem etikailag elvetemült bűnöző. Broch a giccs lényegét az etikai és esztétikai kategóriák keveredésében látja, az alkotó nem jól, hanem szépen akar dolgozni, és ezt az effektust veszi célba az „etikai gonosz” megjelenése az alkotási folyamatban.
Ludwig Giesz a „giccsembert” választotta 1960-ban megjelent tanulmánya (A giccs fenomenológiája) központi gondolatául, és ezt az embertípust  szentimentális önimádattal vádolta. Véleménye szerint a giccsjelenség egészéről az esztétikusok részéről sincs egyezség, egyrészt azért, mert korántsem minden giccs, ami ócskaság vagy szemét (például a képzőművészeti alkotások terén), másrészt a fogalom már kiterjeszkedett a képzőművészeteken túlra (irodalom, zene), amelyek között szintúgy találunk gyenge, ügyetlen, silány  alkotásokat, így a fogalom meghatározását a termék valami olyan jellegzetes tulajdonsága révén vizsgálhatjuk, aminek nincs köze a technikai ügyetlenséghez. Létezik azonban a befogadó egyfajta hozzáállása az alkotáshoz, ami még abban az esetben is megfigyelhető, ha valódi műalkotás élvezetéről van szó. Véleménye szerint a giccs fogalmának megragadását nem giccsművek és giccstárgyak katalogizálásával érhetjük el, hanem magának a giccstudatnak az analíziséről kell beszélni. 

Hermann István szerint „A giccsember egyéniségében szinte kódolva van a rajongás a giccs, a bulvár, a semmitmondás iránt. Megragad a szemlélet fokán, csak a látszattöredékek felfogására képes, a hangzatos demagóg szavakra és gondolatokra fogékony, jellemző rá a gondolati mélység hiánya, intellektuális lustaság, a készen kapott »érzelmek« , »értékek« kritikátlan átvétele.”
A művészet autentikus, a giccs a tömeges fogyasztói igények kielégítésére szakosodott iparág, amely nincs meg tömegek nélkül. Amíg a művész önmagának is alkot, addig a giccs készítője a „giccsemberek” igényeit és elvárásait elégíti ki, teljesíti be, nélkülük nem létezik. „Valójában a giccs valóság, a giccs-érzés, a giccs-igény és a giccs-ember tünetet jelentenek, kor- és kórtünetet. A giccs eredeti mivoltában a kispolgárság szimptómája volt…. A kispolgár parvenü… a nagyságot nagyzolással pótolja, a méltóságot hivalkodással, és ugyanúgy a kellemet a pipiskedéssel, a hitelességet a bennfentességgel, az intimitást a cinkossággal.”
Clement Greenberg 1939-ben írt esszéjében a giccset az avantgárd diametriális ellentétének, az „utánzat utánzatának”, a tömegek művészetének nevezi.
A tömegtermelés elterjedésével a képzőművészet elvesztette a vezető szerepét a mítoszok terjesztésében, így a társadalmi megújulás élcsapataként már nem számolhatunk vele. A művészet így már nem egyfajta kanonikus formája a kommunikációnak.  Úgy véli, a művészet jövőjét már nem az időtálló mesterművek megalkotása  jelenti, hanem alternatív kulturális stratégiák kidolgozása. Ez azonban magában hordozza azt a veszélyt, hogy a művészet és a nem-művészet egymással felcserélhetővé válik, és ebbe a viszonyrendszerbe furakodhat be a giccs kultúrája.
Adorno Max Horkheimerrel együtt úgy véli,  a művészetet már csaknem purista tisztaságnak kell jellemeznie, nehogy a giccsipar befolyása alá kerüljön, amely tömegek becsapásává alacsonyította le a felvilágosodást.
A giccsel kapcsolatos meghatározások és definíciók  sokak szerint nem ragadják meg a fogalom lényegét, kanonizálásuk hiábavaló, a 20. század tömegkommunikációs csatornáinak bővülésével,  kiszélesedésével és gyorsaságával a fogalom hordozóközege könnyedén változik, az internetes környezetben bizonyos giccsek terjedése világméretűvé válik. Amíg az esztétika a 20. század közepéig a vizuális giccstermékek, a művészeti giccs meghatározását tartotta fontosnak, addig a bulvármédia  szerepének növekedésével a 21. század elején már az addig tapasztalható általános ellenérzést felváltotta a giccskultúra és a tömegkultúra kölcsönhatásainak elemző vizsgálata. A giccset ért támadások ellenére az virágzik, és közkedvelt. A giccs befogadása az 1980-as években kezdődött, a giccs-arttal, amely kései reakció volt az 1960-as évek pop-artjára.
Umberto Eco szerint a giccsel szemben a legszigorúbb vád, hogy előre gyártott  hatások erőszakolt közvetítésével  megfosztja  a befogadót az aktív felfedezés élményétől  és  művészetet hazudik ott is, ahol csak  fogyasztó igények kielégítése a  cél. Eco a művészet történelmi felfogásának szükségességét hangsúlyozza akkor, amikor rámutat, hogy már az ókori görög színházakban is a hatás kiváltása volt a cél, tehát ezzel önmagában nem jellemezhetjük a giccset.    Az elitkultúra védelmezői sokszor figyelmen kívül hagyják azt a tényt, hogy például az avantgárd sokat merít a giccsből, ugyanakkor ez a kapcsolat kölcsönös, a giccs megújulása is a művészeti irányzatok fejlődésével párhuzamosan megy végbe. A giccs nem a közvetített tartalom hazugsága, hanem maga a kommunikáció formája szerint hazugság: a fogyasztási termék művészetnek hazudja önmagát.  Ennek fordított esete is fennállhat, nem biztos, hogy a hangverseny közönsége dekódolja a művészi igazságot (az élményt mint fétist használja → sznobizmus), és az utca embere amikor dúdolja a klasszikus dallamot, jobban érti a szerző szándékát és a művészi tartalmat.

## A giccs és a tömegkultúra
- Tárgyak esetében többnyire olcsó anyagokból tömeggyártásban készülő, művészi igényt kielégíteni célzó termékek, amelyek a fogyasztói kultúra]] részei. A bennünket körülvevő használati tárgyak általános esetben bizonyos esztétikai értéket képviselnek, és többnyire tömeggyártásban készülnek (iparművészet). Akkor keltik a giccs érzetét, ha az eredeti funkciójukon túlmutató „jópofa”, ugyanakkor hosszú távon unalmas közhelyek (süninek álcázott WC-kefe), vagy környezetidegen termékek (művi ál-rokokó a panellakásokban).

A hamis idill látszatát kelti a kertekben létrehozott törpeváros vízimalmokkal, gipsz és műanyag törpékkel, hattyúkkal, kacsákkal.
Az emléktárgy-ipar is tárgyak dömpingjével kelti azt az illúziót, hogy emlékeink fröccsöntött műanyagfigurák alakjában bármikor felidézhetők. A cél itt is az üzleti siker a gyártónak, forgalmazónak, végső soron a konzumigények kielégítése. A porcelán nippek hamis idillek édeskés világát idézik a lakásban, ahol szobadíszként jelennek meg.
Jellemző bizonyos leértékelt eszmények kiárusítása, értékdevalváció, értékkiárusítás a turistákat megcélzó szuvenírbiznisz területén, megjelennek másolatok, emléktárgyak (például műanyag Beethoven, Lenin mellszobrok).
A giccs lehet jópofáskodó, a poén olcsó, a mondanivaló közhely (például „első millióm” zsákocska, humoros pólók, kiragasztott jelmondatok, vicces „tízparancsolatok”, „a borivás szabályai”).
- Az előadó-művészet területén giccsesnek tekinthető az egyszerű érzelmi, gondolati sablonok, klisék, sémák mechanikus használata. Ezek eszközök az érzelmi kiszolgáltatottságunk kihasználására, szentimentális énünk felkeltésére.

A szentimentalizmus nagy korszakának (1700-as évek vége, 1800-as évek eleje) megvolt a maga jelentősége, például az érzelmek felszabadítása, felvezetés az egyéni szabadság, az individualizmus eszméihez, ami a romantika, később a realizmus, naturalizmus kialakulását segítette. Ha társadalmi szerepét már betöltötte, csak a külsőségek maradnak: megható történetek felszínes és hatásvadász elemekkel, érzések és érzelmek leegyszerűsítéseivel.
- Giccses hatású az egyszerű, könnyen emészthető, felszínes gondolatok idealizált ábrázolása, az eredetiség és különösség hiánya a tartalomban (szobrok, festészet, irodalom, költészet, film: az életszerűségnek ellentmondó, idealizált, sokszor hatásvadász ábrázolási módok). Ezeket az eszközöket a totalitárius rendszerek saját ideológiájuk céljaira használhatják fel, például korai szocreál alkotások, megalomániás építkezések, mítoszteremtés, de a fogyasztói társadalomban a reklámipar is bőségesen merít belőlük (Egy reklámfilmben például a házaspár a bevásárlóközpontban táncra perdül egy új fogkrémmárka megjelenése feletti örömében).
- Előfordul a közhelyesség, sztereotípiák halmozása, erőltetett túlzás, szinesztézia, hatásvadász eszközök alkalmazása, az elvárásoknak való megfelelés (például a precíz németek, a kimért angolok, léha franciák, gulyás-csikós magyar, szegény gépírónő-gazdag bankár szerelme)
- Valós problémák „jótékony” leplezése, felülírása hazug idillekkel, társadalmi problémák életszerűtlen megoldásai: a gonosz meghasonul önmagával, énekléssel-tánccal a problémák megoldhatók, a szerelem mindent legyőz, a plátói szerelem idillikus helyzetekben felülemelkedik a testiségen.
- Átváltozások figyelhetők meg a mélyebb tartalomból a felszínesség felé:

Érzelem → érzelgősség
Értelem → közhely
Érzékenység → kényeskedés
Szenvedés → szenvelgés
Eredetiség, szellem → poénkodás, szellemes paradoxonok erőszakolt gyártása, ripacskodás
Különösség → egzotikum, figyelemfelhívó külső
Emlékezés → nosztalgia
- Megjelenik az álság, a „szebbet hazudni!” pótlék, a megjátszás, amennyiben a giccstermék nem mint szellemi kaland, hanem mint elvárásaink megtestesítője, igazolása, vágyainkat jeleníti meg, és nem a valóságot.

## Példák

### Képzőművészet

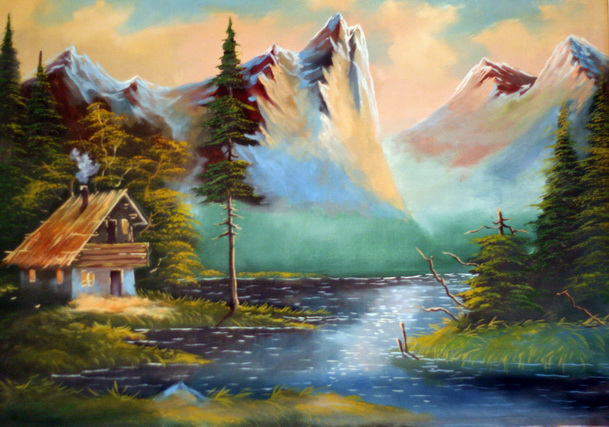
Idilli táj. Ismeretlen festő „alkotása”, 20. sz. első fele (akril, vászon)

Kerek erdei tó (esetleg bőgő szarvasbika, úszkáló hattyú), sejtelmes fények, naplemente/napfelkelte, melegséget sugárzó házikó.
Halmozás, szinesztézia. Kétségtelenül létezik ilyen kép a valóságban, a vadászok, erdészek, erdei munkások biztosan láttak már ilyet. Arra a vágyódásunkra kíván ráerősíteni, hogy ilyen idealizált világban kívánunk élni, távol a mindennapok valóságától. Szeretnénk mi is elvágyódni egy távoli tájra, ahol gondtalanul nézhetnénk a napfelkeltét. Ilyen világ, mivel mesterkélt és hatásvadász eszközeivel manipulált, a valóságban létezik. A kép ötlete sem eredeti. Olasz festők háttérképein már a 15. században feltűntek hasonló idillek. Ám a színek visszafogottak, a téma illeszkedik az előtérben ábrázolt alakokhoz és a korszak eszményeihez, amelyben megszületett.
A giccskép előző giccsképek másolata. A festői munka itt szakmunka, célja a hatás, a mindenáron tetszeni akarás. Olcsó anyagokból (papír, vízfesték, nyomat) készítik, nagy része másolatként terjed, de giccs lenne akkor is, ha jó kezű festők olajjal, vászonra festenék, épp a témaválasztás sablonossága miatt (lásd párizsi festők a Montmartre-on, vagy Prága Károly-hídján, vagy a Halászbástya környékén – persze itt is vannak kivételek, például különös nézőpont, stílus tekintetében).
A festészetben a témaválasztás sokszínűnek tűnik, azonban valójában meglehetősen kötött. Néhány példa: gombolyaggal játszó cicák, kergetőző puttók, falusi idillek, unalmas és erotikus hangulatú aktok, semmitmondó vagy önmaguknak tetszelgő portrék, humorosnak szánt sablonos falusi zsánerképek, közhelyesen festett gólyák, kacsák, őzek (lehetőleg fiatal állatok). Romantizáló gulyás, csikós, paraszt, de munkásképek is, a szorgalmas munkás-lét megannyi precíz ismertetőjegyeivel. Az ábrándozás, vágyakozás, kacérság ismertetőjegyei fiatal női portrékban elbeszélve. A magyarság viharos évszázadainak szájbarágós, illusztrációszerű, sokszor anakronisztikus hatású megjelenítése. Megemlíthető még a 20. század diktatúráinak ábrázolásmódja, a fasiszta és hungarista művek, valamint a sztálinizmus szocialista realista stílusú politikai propagandacélú alkotásai.

### Film – Színház – Televízió
A filmvászon már a kezdetek óta vonzotta a túláradó, felfokozott érzelmi jelenetek ábrázolását. A hangosfilm, és különösen a színes technika alkalmazása tág teret adott a giccsbe hajló, szentimentális jelenetek kivitelezéséhez. Az ehhez társuló lapos, hatásvadász rendezői koncepciók, illetve az érzéseket érzelgéssé varázsoló színészi játék különösen Hollywoodi filmgyártás monumentális alkotásaiban, kasszasikerek sorát hozta létre. A happy end-re kihegyezett mesevezetés, akárcsak a sikerkönyveknél a sikerfilmek alapkövetelménye volt; a jó elnyeri méltó jutalmát, a rossz a büntetését, vagy ha nem, hát karakterének ellentmondó módon megjavul. Az érzelgős dialógusokat a vásznon megjelenő képeskönyv-szerű romantikus operatőri felfogás egészítheti ki. A „hollywoodi” jelző már-már szinonimájává vált a giccsgyártásnak, de az európai filmgyártás is igyekezett átvenni, vagy saját hagyományain újrateremteni a giccses hangulatú, közönséget vonzó dramaturgiai vagy képi látásmódot.
Az operettek egyszerű mesevezetéssel, slágerként terjedő dallamokkal könnyed szórakoztató, látványos színházi műfajt alkotnak. A sokszor igényes szereplőgárdával, kiváló rendezéssel bemutatott darabok meglehetősen kötött dramaturgiával rendelkeznek, az utolsó felvonásra a szerelem minden akadályt legyőz. (Érdekes módon legismertebb nagyoperettünk, a Csárdáskirálynő ettől a vonalvezetéstől némileg eltér.) A karakterek sablonosak, olyannyira, hogy a műfaj nem is létezhetne nélkülük (primadonna, bonviván, szubrett, táncos-komikus). Az eredetileg giccsbe hajló, szentimentálisra írt, szirupos darabfelfogást az utóbbi időben egyre több rendező egyéni látásmóddal színezi.
A televízióban giccs a szappanoperák és telenovellák végletekig leegyszerűsített érzelmi világa, de azok lehetnek akár az idillikus környezetben játszódó kórházsorozatok is, mivel gyakran nem az orvostársadalom valós életét, hanem a szereplők lelki szenvelgéseit mutatják be.

### Zene

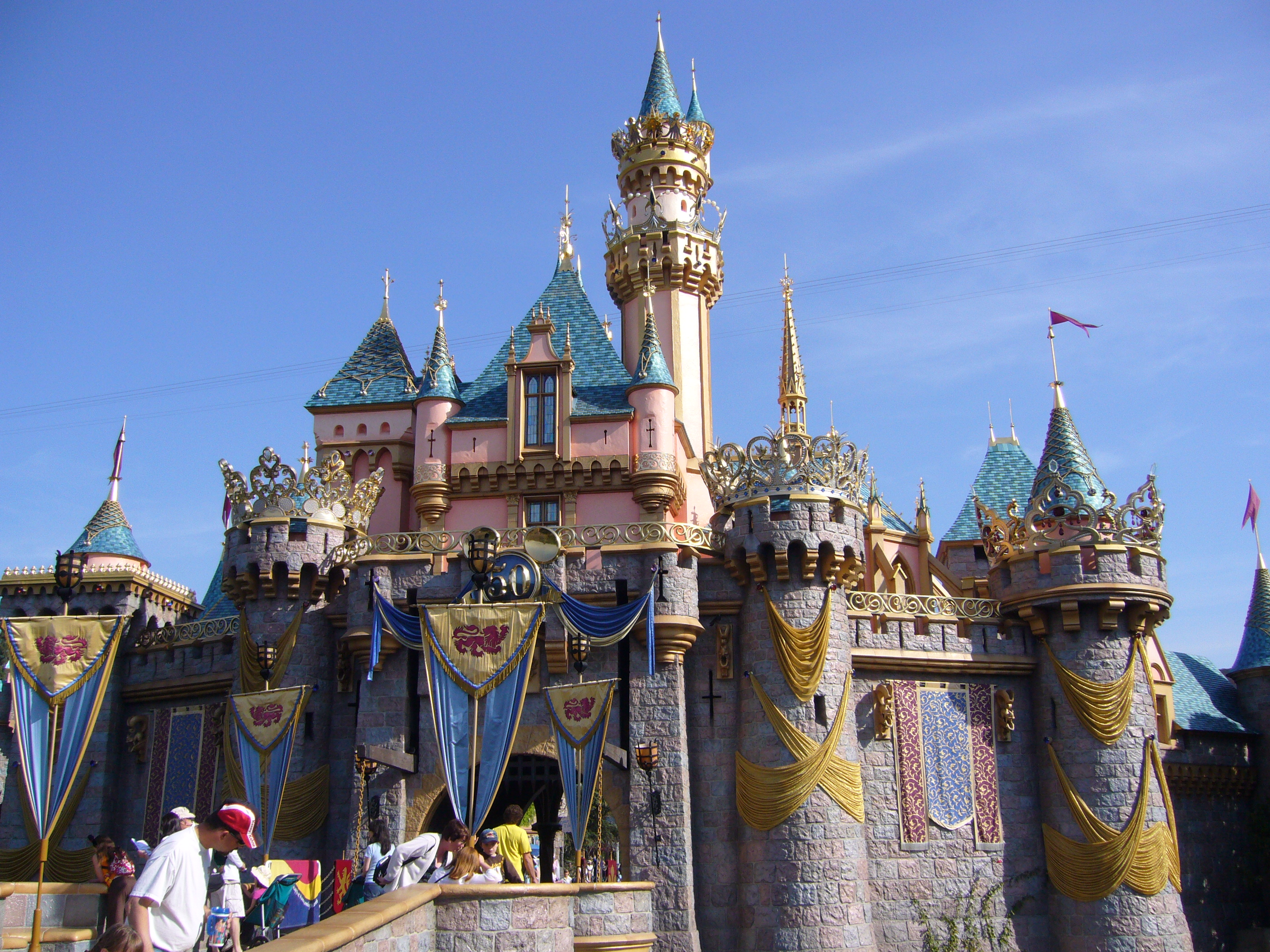
Csipkerózsika kastélya Disneylandben (Anaheim, CA, USA)

Giccsnek tekinthető a klasszikus zenei témák popzenei feldolgozásai, esetleg dekoratívan öltözött nők hegedű-előadásában, vagy autentikus népzene technósított vagy popos előadásban, ahol főleg a külsőségekre (koreográfia, öltözet, hangszer, eredetiséget mímelő pózok, feleslegesen kitartott és funkciótlanul vibrátózott hangok) koncentrálnak, vagy egyszerű alapérzések nagy érzelmi töltéssel, patetikus és szentimentális előadása könnyen dúdolható sematikus dallamokkal, miközben az előadó zenei kvalitásait, hangterjedelmét senki nem vonja kétségbe. Tipikusan ide tartoznak még a mulatós „lagzi” zenék végtelenül lebutított dallamvilággal, a poénkodós, pajzán, vagy érzelgős szövegeikkel, a roma popzene és népies műdalok nagy része. A modern zenei giccsre veszélyesen precíz, nagy mesterségbeli tudással megkreált tökéletes produkciók a jellemzőek.

### Építészet
Walt Disney mesejeleneteket utánzó parkjai, de Las Vegas a világ hét csodáját másoló szállodáinak többsége, sőt akár a Halászbástya is (Szerb Antal mondta róla, hogy giccs, de gyönyörű) ebbe a kategóriába sorolható. Friss építésű családi házak a 18-19. század modorában, girlandokkal, faragott oszlopfőkkel, timpanonnal, díszesen faragott lépcsőfeljáróval, gazdagon cizellált rokokó stílusú kovácsoltvas kerítéssel, ahol a kertben már nem is kerti törpék, hanem márvány, vagy gipsz oroszlánok, görög szobor-másolatok állnak. A fenti családi házak olcsóbb változatai, ahol polisztirolhabból (értsd: hőszigetelő táblákból) kifaragott tagozatok, párkányzatok, girlandok jelennek meg. Kötelezően arany vagy ezüst felragasztott ablakosztással egészülnek ki.
Jellemzően korábban használatos épületelemek látványának öncélú utánzata, az elem (és az általa betöltött szerkezeti rendeltetés) elhagyásával. Néhány példa:
- Nyerstéglafalat utánzó burkolócsempék, építőkő látszatát keltő homlokzati burkolókövek (különösen sarkokon, nyílások körül). Szélsőséges esetben akár terméskőfalat imitáló kváderezett vakolat, annak megfelelő felületi struktúrával és színezéssel.
- Régimódi fa nyíláskiváltót, gerendatokot színlelő falemez rátétek (ajtó körül).
- Könnyűszerkezetes boltozatok síkfödém alá álmennyezetként.
- Dombornyomott szegecsutánzatok hegesztett fémszerkezeten.

Az ilyen megoldások pszichológiai hátterében az állhat, hogy a megrendelő mintegy biztonságérzetet vár az "idő próbáját már kiállt", hagyományosnak tekintett (valójában már túlhaladott) műszaki megoldásoktól. Ez eddig csak anakronizmus, és a technikai haladástól való félelem lenne; de itt kap szerepet az önámítás: annak felismerésével, hogy a régimódi megoldás nagymértékben gazdaságtalan lenne (kivitelezni, illetve üzemeltetni), kompromisszumos "középútként" ideig-óráig számára elegendő érzelmi biztonságot jelent az egyébként elavult megoldásnak a látszata is.
Hasonló érzelmi forrásból táplálkozik például a bástyákkal ellátott családi ház építése (nyilván védelmi funkció nélkül), de anno a "Potemkin-város" (utcafronti homlokzati falak, mögöttük a semmivel) felhúzása is.

## Kapcsolódási pontok
A giccs és a sznobizmus, a giccs és a bulvár bár nem azonosak, de egy tőről fakadnak
A sznob definíció szerint olyan értékítéleteket fogad el, ami nem a sajátja, az övénél magasabb műveltséget csodálja, de önmaga képzéséhez lusta, kritika nélkül átveszi az általa mérvadónak tekintett véleményeket, igazodni akar hozzájuk, különösen, ha ezeknek a véleményeknek a hirdetői vagyoni vagy társadalmi helyzetüket tekintve magasabb pozícióban vannak, mint ő.
A bulvár és közvetítő közege, a bulvármédia teret ad nemcsak a sznobnak, hanem annak a kisembernek is, aki nemcsak ízlésben, hanem életvitelben is hasonlítani akar a bulvár által közvetített hamis eszményekhez. A bulvár fogyasztói ráadásul "kukkolási vágyukat" is kielégíthetik, amennyiben a bulvársajtó az általa kreált vagy felkapott sztárok, illetve közéleti szereplők intim dolgaiba teremt betekintést. Többnyire alantas ösztönökre hat, az érzelmeket érzelgőssé-nyálassá silányítja, a tragédiákat felnagyítja, a különösséget és eredetiséget az elvárt sablonos sztereotípiákká változtatja át. A bulvársajtóban a hír felszínes, a háttér nem fontos, az átlagos bombasztikusként jelenik meg, az olvasót bennfentesnek tünteti fel azzal, hogy a sztárok intim titkaival ismerteti meg. Ezzel persze azt is sugallja, hogy a sztárok élete összehasonlíthatatlanul érdekesebb vagy fontosabb az átlagemberénél. A bulvár fontoskodik, bennfentességet sugall, áltudományos, és utánzásra, végeredményben pedig átgondolatlan fogyasztásra buzdít.